# Bezirk Barú
Barú ist ein Bezirk (distrito) der Provinz Chiriquí in Panama. Die Einwohnerzahl betrug laut Volkszählung 2023 56.307.
Im Jahr 2001 wurde eine Freihandelszone namens Zona Franca de Barú genehmigt, die der Förderung des Tourismus und anderer Unternehmen dienen soll. Im Jahr 2010 wurde außerdem eine Sonderwirtschaftszone geschaffen.

## Gliederung
Der Bezirk Barú ist administrativ in folgende Corregimientos unterteilt:
- Puerto Armuelles (Hauptstadt)
- Limones
- Progreso
- Baco
- Rodolfo Aguilar Delgado
- El Palmar
- Manaca